# Rockstar Dundee
Rockstar Dundee Ltd. (antes conhecida como Ruffian Games) é uma subsidiária britânica da Rockstar Games fundada no ano de 2008 em Dundee, Escócia. A empresa foi formada por dois membros, Billy Thomson e Gary Liddon, das desenvolvedoras Realtime Worlds e Rockstar Games. 
A Ruffian Games consistia originalmente de membros da Realtime Worlds, Rockstar North e da Xen Studios, entre outros. A empresa tornou-se principalmente conhecida por ter criado Crackdown 2 com a Microsoft em 2010. Além disso, quase todos os seus outros projetos e jogos co-desenvolvidos foram publicados em exclusivo para o Xbox Game Studios, em uma parceria que durou desde a fundação da empresa, em 2008, até o ano de 2020.
Em outubro de 2020, Ruffian Games foi adquirida pela Take-Two Interactive e tornou-se parte da Rockstar Games como Rockstar Dundee.

## História
A Ruffian Games foi oficialmente formada em dezembro de 2008. O estúdio foi fundado por Billy Thomson (agora Diretor Criativo) e Gaz Liddon (agora Chefe de Estúdio). A equipe era formada por desenvolvedores que "trabalharam em jogos como Crackdown, Fable II e Project Gotham Racing".  Antes do anúncio "oficial", no entanto, circulavam rumores de que um estúdio estava em desenvolvimento da sequência do jogo da Realtime Worlds, Crackdown. Em dezembro de 2008, surgiram rumores de que a Ruffian Games foi formada para criar uma sequência de Crackdown. À luz desses rumores, a Realtime Worlds divulgou uma declaração alegando que "'continuam a ter discussões em andamento' com a Microsoft sobre uma sequência de Crackdown, embora nenhuma oferta tenha sido feita". Os rumores, no entanto, tiraram a Ruffian Games como uma desenvolvedora financiada pela Microsoft.
Após o anúncio, não foram divulgadas muitas notícias sobre o projeto em que a desenvolvedora estava trabalhando no momento. A desenvolvedora estava mantendo o projeto atual em sigilo: "Agora estamos em plena produção, estamos ansiosos para compartilhar o trabalho fantástico que esses caras estão produzindo", afirmou Liddon. Em 22 de maio de 2009, foi anunciado que a desenvolvedora havia adicionado 15 novos membros à sua equipe.
Na conferência E3 de 2009 da Microsoft, a Ruffian Games anunciou que seu projeto seria o Crackdown 2, lançado em 6 de julho de 2010 na América do Norte.
A Ruffian Games é composta por uma grande quantidade de ex-funcionários da Realtime Worlds, que se mudaram para este estúdio após o fracasso do APB: All Points Bulletin, a principal causa do colapso da Realtime Worlds.
Foi relatado que a desenvolvedora estava trabalhando em um reboot da série Streets of Rage para a Sega como um título de download digital. No entanto, o ex-funcionário Sean Noonan, ao confirmar o boato sobre o jogo, afirmou que era um protótipo desenvolvido em oito semanas por um pequeno grupo de funcionários da desenvolvedora.
Em 19 de fevereiro de 2013, a Ruffian Games revelou seu novo projeto auto-publicado Tribal Towers. Eles também confirmaram que não estavam atualmente trabalhando em uma sequência da franquia Crackdown.
Em 27 de janeiro de 2014, a Ruffian Games anunciou que Tribal Towers havia evoluído para um novo projeto chamado Game of Glens. Foi anunciado ao lado do novo empreendimento da Square Enix, 'Collective', no qual era um dos três títulos de lançamento nos quais os usuários podiam votar para ganhar interesse no jogo.
Em 12 de agosto de 2014, a Ruffian Games revelou Hollowpoint para PlayStation 4 e PC durante a conferência de imprensa da Sony na Gamescom. O jogo foi definido para ser publicado pela Paradox Interactive. No entanto, a Ruffian anunciou o fim da parceria com a Paradox em março de 2016 e o desenvolvimento do título foi suspenso.

## Jogos
| Ano  | Título         | Publicadora       | Plataforma           |
| ---- | -------------- | ----------------- | -------------------- |
| 2010 | Crackdown 2    | Microsoft Studios | Xbox 360             |
| 2012 | Kinect Playfit | Microsoft Studios | Xbox 360             |
| 2017 | Fragmental     | Microsoft Studios | Microsoft Windows    |
| 2019 | Crackdown 3    | Microsoft Studios | Xbox One, Windows 10 |

### Jogos Co-Produzidos
| Título                            | Desenvolvedor-chefe | Publicadora       | Ano  | Plataforma                   |
| --------------------------------- | ------------------- | ----------------- | ---- | ---------------------------- |
| Kinect Star Wars                  | Terminal Reality    | Microsoft Studios | 2012 | Xbox 360                     |
| Nike+ Kinect Training             | Sumo Digital        | Microsoft Studios | 2012 | Xbox 360                     |
| Kinect Sesame Street TV           | Soho Productions    | Microsoft Studios | 2013 | Xbox 360                     |
| Kinect Sports Rivals              | Rare                | Microsoft Studios | 2014 | Xbox One                     |
| Halo: The Master Chief Collection | 343 Industries      | Microsoft Studios | 2014 | Xbox One                     |
| Crackdown 3: Wrecking Zone        | Elbow Rocket        | Microsoft Studios | 2019 | Xbox One, Windows 10         |
| Halo: The Master Chief Collection | 343 Industries      | Xbox Game Studios | 2019 | Xbox Series X\|S, Windows 10 |